# Éric Voruz
Pour les articles homonymes, voir Voruz (homonymie).
Pour les autres membres de la famille, voir Voruz.
 (avril 2021).
La mise en forme du texte ne suit pas les recommandations de Wikipédia : il faut le « wikifier ».
Les points d'amélioration suivants sont les cas les plus fréquents. Le détail des points à revoir est peut-être précisé sur la page de discussion.
- Les titres sont pré-formatés par le logiciel. Ils ne sont ni en capitales, ni en gras.
- Le texte ne doit pas être écrit en capitales (les noms de famille non plus), ni en gras, ni en italique, ni en « petit »…
- Le gras n'est utilisé que pour surligner le titre de l'article dans l'introduction, une seule fois.
- L'italique est rarement utilisé : mots en langue étrangère, titres d'œuvres, noms de bateaux, etc.
- Les citations ne sont pas en italique mais en corps de texte normal. Elles sont entourées par des guillemets français : « et ».
- Les listes à puces sont à éviter, des paragraphes rédigés étant largement préférés. Les tableaux sont à réserver à la présentation de données structurées (résultats, etc.).
- Les appels de note de bas de page (petits chiffres en exposant, introduits par l'outil «  Source ») sont à placer entre la fin de phrase et le point final[comme ça].
- Les liens internes (vers d'autres articles de Wikipédia) sont à choisir avec parcimonie. Créez des liens vers des articles approfondissant le sujet. Les termes génériques sans rapport avec le sujet sont à éviter, ainsi que les répétitions de liens vers un même terme.
- Les liens externes sont à placer uniquement dans une section « Liens externes », à la fin de l'article. Ces liens sont à choisir avec parcimonie suivant les règles définies. Si un lien sert de source à l'article, son insertion dans le texte est à faire par les notes de bas de page.
- La présentation des références doit suivre les conventions bibliographiques. Il est recommandé d'utiliser les modèles {{Ouvrage}}, {{Chapitre}}, {{Article}}, {{Lien web}} et/ou {{Bibliographie}}. Le mode d'édition visuel peut mettre en forme automatiquement les références.
- Insérer une infobox (cadre d'informations à droite) n'est pas obligatoire pour parachever la mise en page.

Pour une aide détaillée, merci de consulter Aide:Wikification.
Si vous pensez que ces points ont été résolus, vous pouvez retirer ce bandeau et améliorer la mise en forme d'un autre article.
Éric Voruz, né le 5 juillet 1945 à Moudon (Vaud) est un homme politique suisse membre du parti socialiste suisse.

## Parcours professionnel
Après avoir travaillé de nombreuses années pour les PTT, il devient secrétaire syndical pour le syndicat FTMH qui deviendra UNIA. Il a pris sa retraite en 2007.

## Parcours politique
En 1965, il devient à 20 ans et quelques mois le plus jeune conseiller communal de Morges. De 1982 à 1994, il est élu député au Grand Conseil. Depuis 1985, il siège à la Municipalité de Morges. Il est réélu au premier tour en 2006 avec près de 60 % des voix. En 1994, il remplace Jean-Michel Pellegrino au poste de Syndic (maire) de Morges. Il est élu au Conseil national le 21 octobre 2007.

## Mandats associatifs
- Fondateur de la section locale de l'Association suisse des locataires (ASLOCA) (Association suisse des locataires) en 1970.
- Membre du comité de l'OSEO Vaud depuis 2006.
- Président de l'AVIVO Morge[2].